# Crib Goch
Crib Goch är ett berg i Storbritannien.   Det ligger i kommunen Gwynedd och riksdelen Wales, i den södra delen av landet, 300 km nordväst om huvudstaden London. Toppen på Crib Goch är 923 meter över havet, eller 92 meter över den omgivande terrängen. Bredden vid basen är 0,45 km. Crib Goch ligger vid sjön Llyn Llydaw.
Terrängen runt Crib Goch är huvudsakligen kuperad.Runt Crib Goch är det ganska glesbefolkat, med 45 invånare per kvadratkilometer. Närmaste större samhälle är Bangor, 17,5 km norr om Crib Goch. Trakten runt Crib Goch består i huvudsak av gräsmarker.